# Terra (exogéologie)
Pour les articles homonymes, voir Terra.
 (mai 2021).
Si vous disposez d'ouvrages ou d'articles de référence ou si vous connaissez des sites web de qualité traitant du thème abordé ici, merci de compléter l'article en donnant les références utiles à sa vérifiabilité et en les liant à la section « Notes et références ».

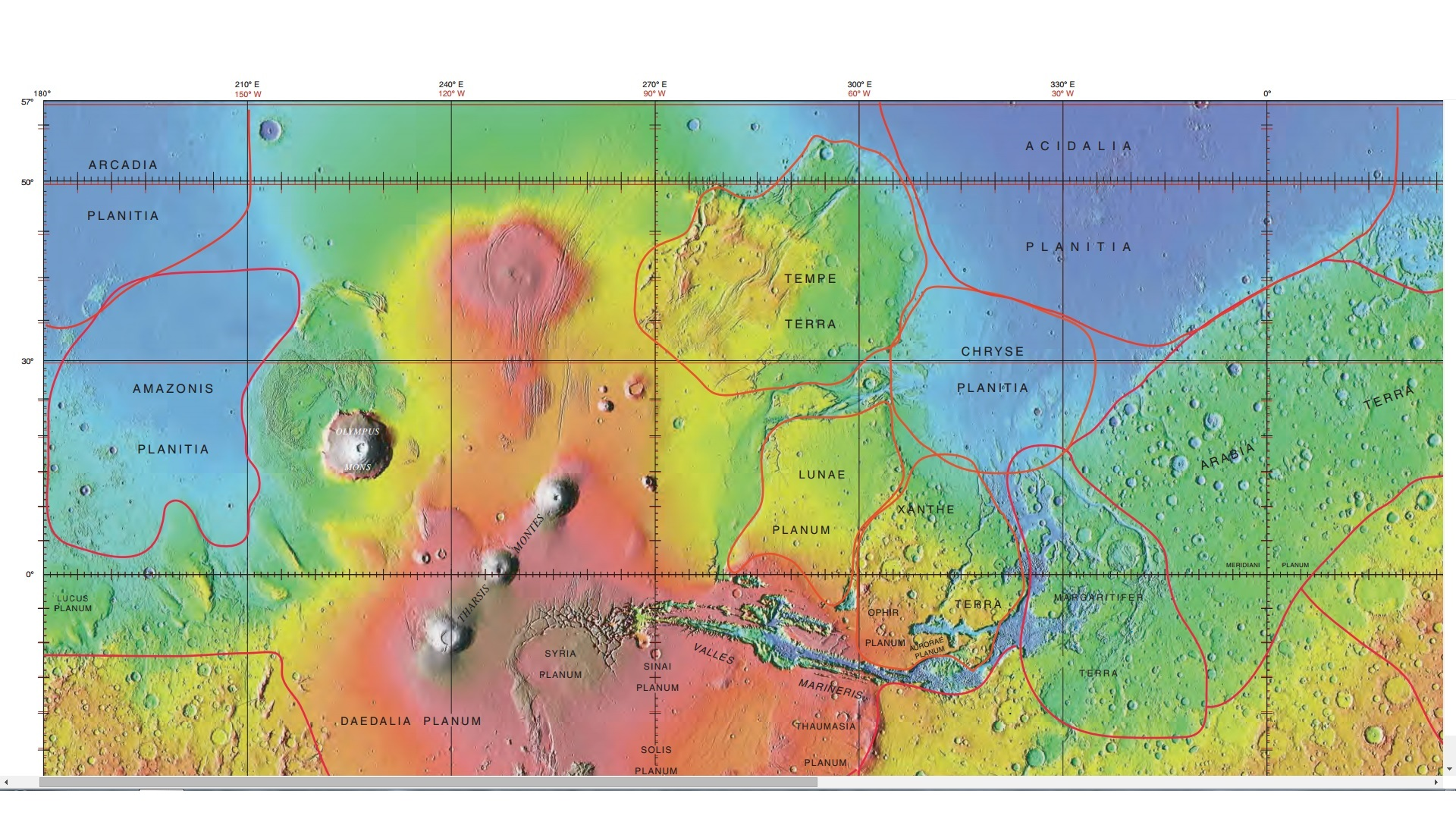
Carte de Mars montrant les limites de plusieurs terræ (Tempe Terra, Xanthe Terra, Margaritifer Terra et Arabia Terra).

Terra (pluriel terræ) est un mot d'origine latine qui désigne la Terre, mais aussi le matériau terre dans ses diverses acceptions, la terre (le terrain), le sol (où une riche vie, principalement microbienne et végétale, pousse et se développe), le régolithe (l'interface biosphère-géosphère). Il est employé par l'Union astronomique internationale pour des étendues très vastes de terrains. Il est utilisé par exemple à propos de Mars pour identifier les vieux terrains fortement cratérisés qui abondent dans l'hémisphère sud. La plupart des régions appartenant à ce type sont les mêmes que celles de la nomenclature de Giovanni Schiaparelli.

## Liste des terræ officiellement définies et agréées
Liste exhaustive au 8 juin 2023.

### Terræ de Vénus
- Aphrodite Terra ;
- Ishtar Terra ;
- Lada Terra.

### Terræ de Mars
- Aonia Terra ;
- Arabia Terra ;
- Margaritifer Terra ;
- Terra Meridiani ;
- Noachis Terra ;
- Promethei Terra ;
- Tempe Terra ;
- Terra Cimmeria ;
- Terra Sabaea ;
- Terra Sirenum ;
- Tyrrhena Terra ;
- Xanthe Terra.

### Terræ de Pluton
- Hayabusa Terra (en) ;
- Pioneer Terra (en) ;
- Vega Terra (en) ;
- Venera Terra (en) ;
- Viking Terra (en) ;
- Voyager Terra (en).

### Terra de Vesta
- Vestalia Terra (it) (alternative).

### Terræ de Titan
- Garotman Terra ;
- Tollan Terra ;
- Tsiipiya Terra ;
- Yalaing Terra.

### Terræ de Japet
NB: désignation internationale : (en) Iapetus.
- Roncevaux Terra ;
- Saragossa Terra (en).